# Cerro Largo (Rio Grande do Sul)
Cerro Largo est une municipalité brésilienne située dans l'État du Rio Grande do Sul.